# FA Premier League 2006-07

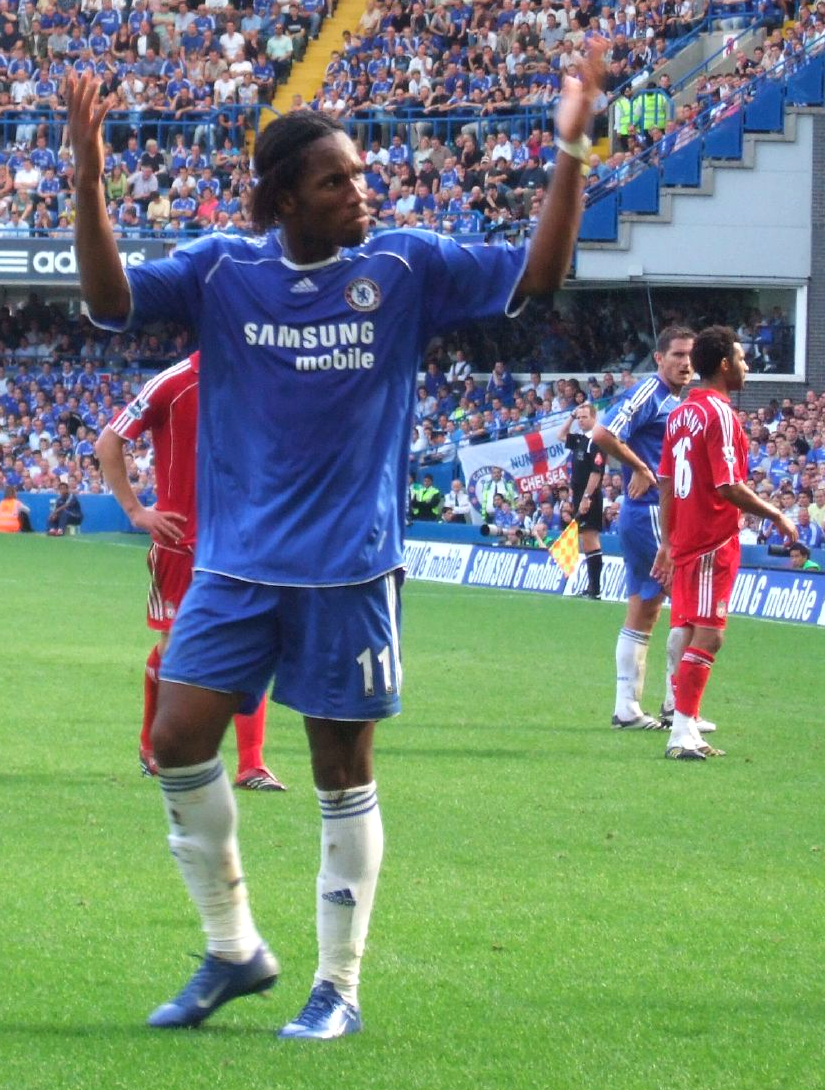
Didier Drogba jugant pel Chelsea la temporada 2006/07

La Premier League 2006/07 és la quinzena temporada de la màxima competició anglesa de fútbol disputada entre l'agost de 2006 i l'abril de 2007.El títol es va lluitar entre 20 equips, dels quals el Manchester United es va endur la victòria, equip que també va aconseguir la Champions aquella mateixa temporada.
El premi a millor jugador de la temporada va ser per a Cristiano Ronaldo, amb 17 gols a la Premier League, tot i que el màxim golejador de la temporada 2006/07 fou Didier Drogba

## Dades rellevants
- Major golejada: 6 gols - Reading 6-0 West Ham United (1 de gener de 2007)
- Partit amb més gols: 8 gols, Arsenal 6–2 Blackburn Rovers
- Primer gol: Rob Hulse pel Sheffield United contra Liverpool (19 d'agost de 2006)
- Últim gol: Harry Kewell (pen.) pel Liverpool en el partit contra Charlton Athletic (13 de maig de 2007)

Els equips que descendir, van ser el Sheffield United, el Charlton Athletic y el Watford,  els quals van passar a jugar a la English Football League Championship a la temporada 2007/08. Els dos darrers equips (Sheffield United i Watford) acabaven ascendir a la Premier League, junt amb el Reading.
Pel que fa els fitxatges de la finestra d’estiu, els més cars van ser la transferència d’Andrii Shevchenko del Milan al Chelsea, per 46 milions d’euros, també es va donar el traspàs de Michael Carrick del Tottenham Hotspur al Manchester United per 27. 2 milions d’euros.
Per altra banda, durant a la finestra d’hivern, al febrer es va donar el fitxatge de Javier Alejandro Mascherano al Liverpool, per 22.5 milions de euros, Mascherano acababa de fitxar pel Western Ham United a la finestra d’estiu d'aquella mateixa temporada.
| Pos. | Equip                 | Pts. | PJ | G  | E  | P  | GF | GC | Dif. | Clasificació                                 |
| 1    | Manchester United (C) | 89   | 38 | 28 | 5  | 5  | 83 | 27 | +56  | Fase de grups de la Lliga de Campions        |
| 2    | Chelsea               | 83   | 38 | 24 | 11 | 3  | 64 | 24 | +40  | Fase de grups de la Lliga de Campions        |
| 3    | Liverpool             | 68   | 38 | 20 | 8  | 10 | 57 | 27 | +30  | Tercera ronda previa de la Lliga de Campions |
| 4    | Arsenal               | 68   | 38 | 19 | 11 | 8  | 63 | 35 | +28  | Tercera ronda previa de la Lliga de Campions |
| 5    | Tottenham Hotspur     | 60   | 38 | 17 | 9  | 12 | 57 | 54 | +3   | Primera ronda de la Copa de la UEFA          |
| 6    | Everton               | 58   | 38 | 15 | 13 | 10 | 52 | 36 | +16  | Primera ronda de la Copa de la UEFA          |
| 7    | Bolton Wanderers      | 56   | 38 | 16 | 8  | 14 | 47 | 52 | −5   | Primera ronda de la Copa de la UEFA          |
| 8    | Reading               | 55   | 38 | 16 | 7  | 15 | 52 | 47 | +5   |                                              |
| 9    | Portsmouth            | 54   | 38 | 14 | 12 | 12 | 45 | 42 | +3   |                                              |
| 10   | Blackburn Rovers      | 52   | 38 | 15 | 7  | 16 | 52 | 54 | −2   | Tercera ronda de la Copa Intertoto           |
| 11   | Aston Villa           | 50   | 38 | 11 | 17 | 10 | 43 | 41 | +2   |                                              |
| 12   | Middlesbrough         | 46   | 38 | 12 | 10 | 16 | 44 | 49 | −5   |                                              |
| 13   | Newcastle United      | 43   | 38 | 11 | 10 | 17 | 38 | 47 | −9   |                                              |
| 14   | Manchester City       | 42   | 38 | 11 | 9  | 18 | 29 | 44 | −15  |                                              |
| 15   | West Ham United       | 41   | 38 | 12 | 5  | 21 | 35 | 59 | −24  |                                              |
| 16   | Fulham                | 39   | 38 | 8  | 15 | 15 | 38 | 60 | −22  |                                              |
| 17   | Wigan Athletic        | 38   | 38 | 10 | 8  | 20 | 37 | 59 | −22  |                                              |
| 18   | Sheffield United (D)  | 38   | 38 | 10 | 8  | 20 | 32 | 55 | −23  | Descens de categoría                         |
| 19   | Charlton Athletic (D) | 34   | 38 | 8  | 10 | 20 | 34 | 60 | −26  | Descens de categoría                         |
| 20   | Watford (D)           | 28   | 38 | 5  | 13 | 20 | 29 | 59 | −30  | Descens de categoría                         |

Els equips que van classificar per la fase de grups de la Champions League foren el Manchester United, el Chelsea i l’Arsenal.
La temporada 2006/07 va ser la temporada amb el menor ràtio de gols per partit.

## Millors jugadors
Pel que fa als gols marcats, el jugador que va liderar la lista fou Didier Drogba, amb 20 gols, seguit de Benni McCarthy i Crisitano Ronaldo, amb 18 i 17 gols respectivament.
Pel que fa a les assistències, la temporada va acabar amb un empat entre Cesc Fàbregas i Wayne Rooney, ambdós amb 11 assistències. El següent classificat aquesta llista va ser Frank Lampard amb 10 assistències.
Respecte dels partits guanyats, va haver-hi un triple empat entre Cristiano Ronaldo (Millor Jugador de la Temporada i Millor Jugador Jove, segons els fans i segons la premsa), Rio Ferdinand i Wayne Rooney, amb 25 victóries en total.
El porter amb millors estadístiques de la temporada fou Pepe Reina, qui va aconseguir 19 jornades amb la porteria a zero pel Liverpool.

## Capitans
| Posició | Equip             | Capità           | Entrenador                           |
| 1       | Manchester United | Gary Neville     | Sir Alex Ferguson                    |
| 2       | Chelsea           | John Terry       | José Mourinho                        |
| 3       | Liverpool         | Steven Gerrard   | Rafael Benítez                       |
| 4       | Arsenal           | Thierry Henry    | Arsène Wenger                        |
| 5       | Tottenham Hotspur | Ledley King      | Martin Jol                           |
| 6       | Everton           | Phil Neville     | David Moyes                          |
| 7       | Bolton Wanderers  | Kevin Nolan      | Sam Allardyce                        |
| 8       | Reading           | Graeme Murty     | Steve Coppell                        |
| 9       | Portsmouth        | Dejan Stefanović | Harry Redknapp                       |
| 10      | Blackburn Rovers  | Ryan Nelsen      | Mark Hughes                          |
| 11      | Aston Villa       | Gareth Barry     | Martin O'Neill                       |
| 12      | Middlesbrough     | George Boateng   | Gareth Southgate                     |
| 13      | Newcastle United  | Scott Parker     | Glenn Roeder                         |
| 14      | Manchester City   | Sylvain Distin   | Stuart Pearce                        |
| 15      | West Ham United   | Nigel Reo-Coker  | Alan Curbishley¹                     |
| 16      | Fulham            | Luís Boa Morte   | Chris Coleman² / Lawrie Sanchez      |
| 17      | Wigan Athletic    | Arjan de Zeeuw   | Paul Jewell                          |
| 18      | Sheffield United  | Chris Morgan     | Neil Warnock                         |
| 19      | Charlton Athletic | Matt Holland     | Iain Dowie / Les Reed / Alan Pardew³ |
| 20      | Watford           | Gavin Mahon      | Aidy Boothroyd                       |

| Posició | Equip             | Capità           | Entrenador                           |
| 1       | Manchester United | Gary Neville     | Sir Alex Ferguson                    |
| 2       | Chelsea           | John Terry       | José Mourinho                        |
| 3       | Liverpool         | Steven Gerrard   | Rafael Benítez                       |
| 4       | Arsenal           | Thierry Henry    | Arsène Wenger                        |
| 5       | Tottenham Hotspur | Ledley King      | Martin Jol                           |
| 6       | Everton           | Phil Neville     | David Moyes                          |
| 7       | Bolton Wanderers  | Kevin Nolan      | Sam Allardyce                        |
| 8       | Reading           | Graeme Murty     | Steve Coppell                        |
| 9       | Portsmouth        | Dejan Stefanović | Harry Redknapp                       |
| 10      | Blackburn Rovers  | Ryan Nelsen      | Mark Hughes                          |
| 11      | Aston Villa       | Gareth Barry     | Martin O'Neill                       |
| 12      | Middlesbrough     | George Boateng   | Gareth Southgate                     |
| 13      | Newcastle United  | Scott Parker     | Glenn Roeder                         |
| 14      | Manchester City   | Sylvain Distin   | Stuart Pearce                        |
| 15      | West Ham United   | Nigel Reo-Coker  | Alan Curbishley¹                     |
| 16      | Fulham            | Luís Boa Morte   | Chris Coleman² / Lawrie Sanchez      |
| 17      | Wigan Athletic    | Arjan de Zeeuw   | Paul Jewell                          |
| 18      | Sheffield United  | Chris Morgan     | Neil Warnock                         |
| 19      | Charlton Athletic | Matt Holland     | Iain Dowie / Les Reed / Alan Pardew³ |
| 20      | Watford           | Gavin Mahon      | Aidy Boothroyd                       |

Alan Pardew va substituir Alan Curbishley a mitja temporada.
Chris Coleman va ser destituït a l’abril de 2007 i substituït per Lawrie Sanchez.
Charlton va tenir tres entrenadors durant la temporada

## Estadis, capacitats i localització dels equips[4]
| Posició | Equip             | Estadi                     | Capacitat | Localització              |
| 1       | Manchester United | Old Trafford               | 76.212    | Manchester (Old Trafford) |
| 2       | Chelsea           | Stamford Bridge            | 42.360    | Londres (Fulham)          |
| 3       | Liverpool         | Anfield                    | 45.276    | Liverpool (Anfield)       |
| 4       | Arsenal           | Emirates Stadium           | 60.355    | Londres (Holloway)        |
| 5       | Tottenham Hotspur | White Hart Lane            | 36.240    | Londres (Tottenham)       |
| 6       | Everton           | Goodison Park              | 40.569    | Liverpool (Walton)        |
| 7       | Bolton Wanderers  | Reebok Stadium             | 28.723    | Bolton                    |
| 8       | Reading           | Madejski Stadium           | 24.250    | Reading                   |
| 9       | Portsmouth        | Fratton Park               | 20.220    | Portsmouth                |
| 10      | Blackburn Rovers  | Ewood Park                 | 31.367    | Blackburn                 |
| 11      | Aston Villa       | Villa Park                 | 42.553    | Birmingham                |
| 12      | Middlesbrough     | Riverside Stadium          | 35.049    | Middlesbrough             |
| 13      | Newcastle United  | St James' Park             | 52.387    | Newcastle upon Tyne       |
| 14      | Manchester City   | City of Manchester Stadium | 47.726    | Manchester (Bradford)     |
| 15      | West Ham United   | Boleyn Ground (Upton Park) | 35.146    | Londres (Upton Park)      |
| 16      | Fulham            | Craven Cottage             | 24.600    | Londres (Fulham)          |
| 17      | Wigan Athletic    | JJB Stadium                | 25.138    | Wigan                     |
| 18      | Sheffield United  | Bramall Lane               | 32.609    | Sheffield                 |
| 19      | Charlton Athletic | The Valley                 | 27.111    | Londres (Charlton)        |
| 20      | Watford           | Vicarage Road              | 19.920    | Watford                   |

## Patrocinadors de samarreta[5]
| Posició | Equip             | Patrocinador principal |
| 1       | Manchester United | AIG                    |
| 2       | Chelsea           | Samsung Mobile         |
| 3       | Liverpool         | Carlsberg              |
| 4       | Arsenal           | Fly Emirates           |
| 5       | Tottenham Hotspur | Mansion.com            |
| 6       | Everton           | Chang                  |
| 7       | Bolton Wanderers  | Reebok                 |
| 8       | Reading           | Kyocera                |
| 9       | Portsmouth        | Oki                    |
| 10      | Blackburn Rovers  | bet24.com              |
| 11      | Aston Villa       | 32Red.com              |
| 12      | Middlesbrough     | 888.com                |
| 13      | Newcastle United  | Northern Rock          |
| 14      | Manchester City   | Thomas Cook            |
| 15      | West Ham United   | Jobserve               |
| 16      | Fulham            | Pipex                  |
| 17      | Wigan Athletic    | JJB                    |
| 18      | Sheffield United  | Capital One            |
| 19      | Charlton Athletic | Llanera                |
| 20      | Watford           | loans.co.uk            |

## Relleus d'entrenador
A la temporada 2006/07 de la Premier League hi va haver diversos canvis d'entrenador. Alguns equips van canviar de tècnic perquè els resultats no eren bons, altres perquè l'entrenador va marxar voluntàriament.
L’Aston Villa va començar la temporada amb Martin O'Neill, després d’acomiadar David O'Leary. El Charlton Athletic va canviar tres vegades d'entrenador: Dowie, Reed i finalment Pardew. El West Ham també va fer un canvi: va marxar Pardew i va arribar Curbishley.
Cap al final de temporada, el Fulham va acomiadar Chris Coleman i va entrar Lawrie Sanchez com a interí. També van marxar Allardyce (Bolton) i Roeder (Newcastle), substituïts per Sammy Lee i Nigel Pearson, respectivament.

## Autogols
A la temporada 2006/07 de la Premier League es van marcar 37 autogols. Aquesta temporada també va ser la que va tenir menys gols per partit en la història de la competició.
Els autogols van influir en molts partits i formen part important de les estadístiques de la temporada.